# Scitala

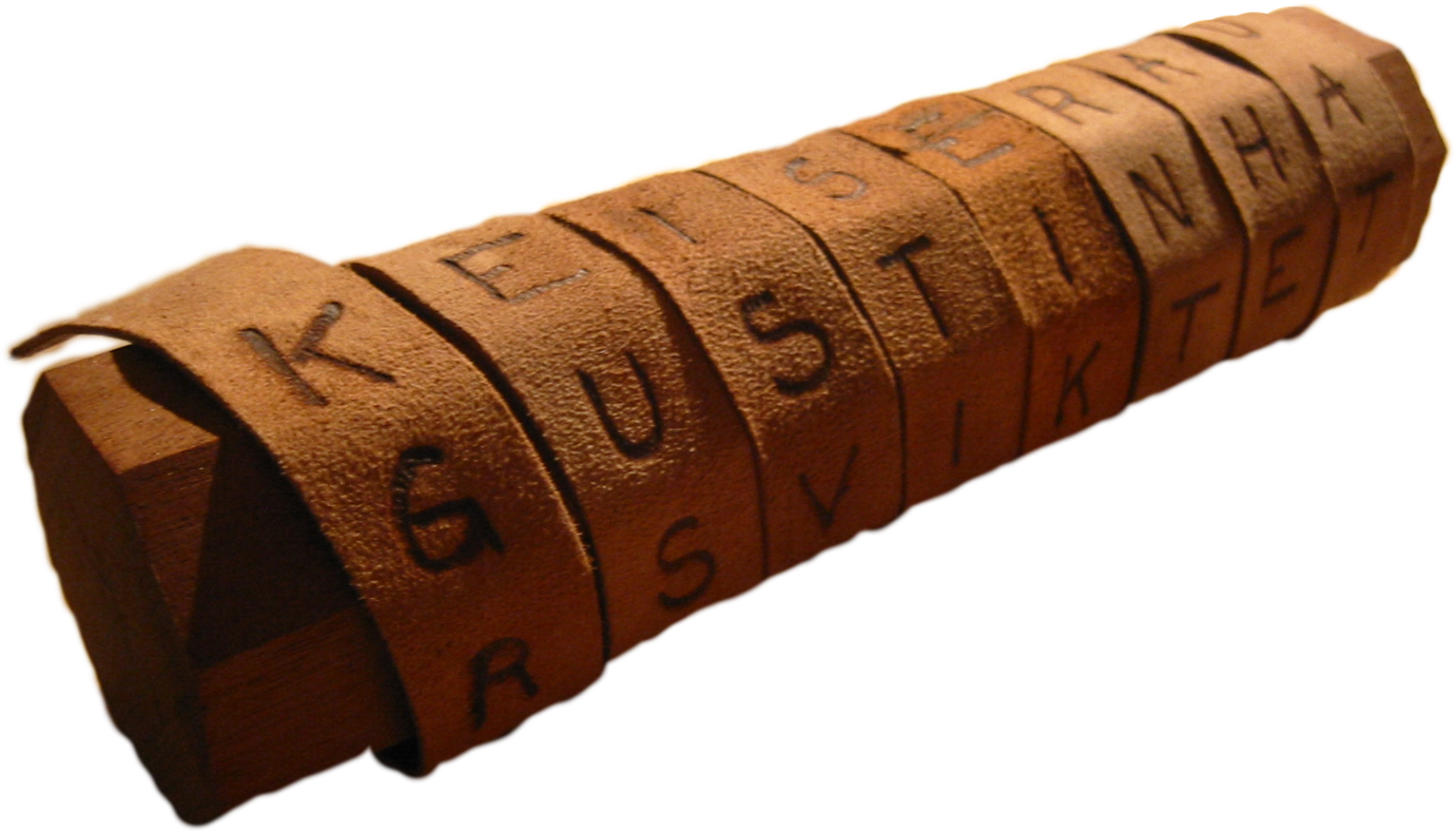
Una ricostruzione di scitala

La scìtala o scìtale (in greco antico: σκυτάλη?, skytàlē, "bastone") è considerato tradizionalmente un messaggio cifrato e segreto che veniva inviato dagli efori, i cinque supremi magistrati di Sparta, ai generali e ai navarchi impegnati nelle spedizioni militari e non. Si tratta di uno dei più antichi metodi di crittografia per trasposizione conosciuti: il meccanismo di codifica permetteva, nel caso la scitala fosse stata intercettata dal nemico, di mantenere segreto il contenuto del messaggio e, nello stesso tempo, consentiva al ricevente di verificarne l'autenticità, in quanto solo chi era dotato di una bacchetta identica a quella utilizzata dal mittente per preparare la scitala, poteva decifrare e leggere il messaggio.
Alcuni studiosi moderni hanno però messo in dubbio l'uso crittografico della scitala, sostenendo che fosse invece usata come un sistema di comunicazione non cifrato.

## Descrizione e uso
Plutarco descrive accuratamente il funzionamento della scitala nella Vita di Lisandro, dove precisa che con questo termine si intendeva sia la pergamena col messaggio che la bacchetta che veniva utilizzata per la sua scrittura e decifrazione. Prima di scrivere il messaggio, gli efori preparavano una striscia di pergamena lunga e stretta e la avvolgevano a spirale attorno ad una bacchetta, che era esattamente uguale, come lunghezza e diametro, ad un'altra bacchetta che i magistrati avevano precedentemente fornito al destinatario. Dopo aver fatto aderire la pergamena alla bacchetta, facendo attenzione a non lasciare nessuno spazio nel quale il legno fosse visibile e nello stesso tempo evitando di sovrapporre diversi lembi della pergamena stessa, gli efori provvedevano a scrivere il messaggio. Quindi, gli efori srotolavano la striscia dalla bacchetta e la inviavano al loro emissario tramite un messaggero. Se questi veniva intercettato durante il suo viaggio, il messaggio sarebbe stato incomprensibile in quanto composto da lettere non collegabili tra loro. Solo il destinatario, invece, avendo a disposizione una bacchetta identica a quella in mano agli efori, poteva riavvolgere la pergamena attorno ad essa e ricostruire la posizione originaria delle lettere e capire il contenuto del messaggio.
Plutarco racconta dell'invio di una scitala a Lisandro con la quale gli efori lo richiamavano immediatamente a Sparta per giustificarsi dei saccheggi e delle razzie che aveva effettuato nella satrapia persiana di Farnabazo II, dove in quel momento si trovava. Secondo il racconto di Plutarco il navarca, ricevuto il messaggio, fu preso da una grande agitazione ("διεταράχθη") e chiese a Farnabazo di scrivere una lettera agli efori nella quale giustificasse il suo operato. Farnabazo, molto astutamente, scrisse la lettera come voleva il navarca ma all'ultimo momento la sostituì con un'altra, che aveva scritto di nascosto, nella quale invece accusava apertamente Lisandro. Questi, tornato a Sparta con la lettera di Farnabazo, si presentò ai cinque magistrati convinto di non avere problemi ma gli efori, una volta letto il messaggio consegnato loro dal navarca stesso, glielo fecero leggere a sua volta, lasciandolo costernato.
Una descrizione molto simile della scitala è fornita anche da Aulo Gellio e dal lessico Suida, che ricorda che la scitala era usata anche dagli Spartani che davano denaro in prestito, i quali, dopo averla divisa in due parti, scrivevano il contratto su ognuna e davano una delle due parti ai testimoni.

## Testimonianze antiche e ipotesi moderne
Sebbene Plutarco e Aulo Gellio presentino la scitala come un sistema di comunicazione cifrato, altri autori antichi usano il termine come sinonimo di messaggio non in codice.
Nella Vita di Agesilao, Plutarco usa nuovamente il termine scitala per descrivere l'ordine inviato ad Agesilao di prendere il comando della flotta; lo stesso episodio è ricordato anche da Senofonte, che però non fa riferimento al messaggio cifrato. Analogamente, nella Vita di Alcibiade Plutarco parla di un messaggio trasmesso con scitala dagli efori ad Alcibiade, ma in un passo parallelo Tucidide non menziona il sistema di cifratura.
Lo stesso Tucidide testimonia l'invio di una scitala (senza specificare se il messaggio fosse cifrato) a Pausania, il vincitore della battaglia di Platea, per richiamarlo in patria dalla Troade, dove si trovava dopo la conquista di Bisanzio (471 a.C.), affinché potesse rispondere delle accuse di tradimento che gli venivano mosse e dalle quali fu poi assolto. Il messaggio della scitala diceva di presentarsi immediatamente a Sparta, altrimenti sarebbe stato dichiarato nemico pubblico.
Per via di queste divergenze, alcuni studiosi moderni hanno ipotizzato che sia Plutarco che Aulo Gellio abbiano frainteso l'uso della scitala, che in origine non avrebbe avuto alcuna funzionalità di cifratura; all'origine dell'errore potrebbe essere Apollonio Rodio, che, secondo Ateneo di Naucrati, discusse l'uso di questo strumento nell'opera perduta Su Archiloco.
L'uso della scitala è attestato anche da alcuni poeti: Aristofane la cita negli Uccelli e nella Lisistrata; Nicofonte nella Nascita di Afrodite; Pindaro nella sesta Olimpica.

## Paremiografia
La scitala ha dato origine ad alcuni proverbi antichi. Nel Simposio dei sette sapienti, Plutarco menziona il modo di dire ἀχνυμένην σκυτάλην ("achnyménēn skytàlēn"), come una scitala rotta, citato da Archiloco, per descrivere un messaggio con un significato incomprensibile.
Il lessico Suida riporta il modo di dire σκυτάλι' ἐφόρουν ("skytàli éphòroyn"), portavano bastoni, tratto da un verso degli Uccelli di Aristofane: il lessico spiega che così si indicava chi si comportava da spartano, poiché portare bastoni (scitale) era un'attività associata agli Spartani.